# Florent de Ville

Armas de Florent de Ville

Florent de Ville, señor de Ville en Picardie y de Nouvion-le-Comte caballero y cruzado francés de principios del siglo XIII.

## Orígenes familiares
Hijo de Jean de Ville y su esposa Alix, señores de Ville. En el año 1200, es señor de Ville, el señorío pasó a su hijo Jean II de Ville antes de 1245.
Sus armas eran: Campo de plata con una faja de gules 

## Hechos de armas
Compañero de Alain de Roucy, se dice que había crecido con él y siempre habían luchado juntos.
En todo caso está presente a su lado en la batalla de Muret en 1213 durante la cruzada albigense. Donde se enfrentan el ejército cruzado, dirigido por Simón IV de Montfort y Toulouse, y el aragonés conducido por el rey Pedro II de Aragón. De acuerdo con la crónica de la cruzada albigense de Baudouin d'Avesnes, antes de la batalla, juran ante Simón de Montfort matar el rey Pedro de Aragón. En ella, piensan lograr rodear al rey con un destacamento de caballeros cruzados. Pero a quién matan y llevaba la armadura real no era Pedro de Aragón que había cambiado su armadura con uno de sus caballeros. Pero el rey se descubrió para mostrar que no estaba muerto y los dos caballeros, Roucy y Ville, se abalanzaronn y finalmente lo matan. Esto provocó la retirada de los aragonés y la victoria de los cruzados.
Según otra fuente contemporánea, fue con otro caballero, Alain de Renty, con quien Florent de Ville mató al rey de Aragón.
Después aparece en 1214 en las filas francesas durante la Batalla de Bouvines, siempre junto a Alain de Roucy.